# RM-70
RM-70 je večcevni raketomet, ki ga je na začetku sedemdesetih let 20. stoletja na osnovi ruskega samohodnega večcevnega raketometa kalibra 122 mm BM-21 Grad razvila Češkoslovaška.

## Opis
Sistem RM-70 je namenjen izvajanju nenadnih, hitrih in močnih artilerisjkih akcij po odprtih ciljih. V prvi vrsti se uporablja za napad na živo silo, vojaške baze, letališča, pristanišča, skladišča, poveljniške centre in centre za zveze ter za protiartilerijsko bojevanje.
Lanser RM-70 je postavljen na predelano podvozje tovornjaka Tatra 813 s pogonom 8x8. Štiričlanska posadka sistema je nameščena v šofersko kabino na prednjem delu tovornjaka, na zadnjem delu pa je nameščen lanser s 40 122-milimetrskimi cevmi ter rezervne rakete. 
Za pogon vozila skrbi dvanajstvaljni dizelski motor Tatra T-930-3, ki razvije 199 kW pri 2700 obratih v minuti. Moč motorja se prenaša na vseh osem koles, za lažje premikanje po brezpotjih pa ima votilo vgrajen sistem za centralno regulacijo pritiska v pnevmatikah. Kabina tovornjaka je zaščitena z oklepom, ki varuje posadko pred izstrelki pehotnega orožja in manjšimi drobci, poskrbljeno pa je tudi za RKB zaščito.
Lanser je sestavljen iz 40 cevi kalibra 122,4 mm. Po horizontali pokriva do 172°, po elevaciji pa od 0° do +50°. Iz lanserja lahko izstreljujejo vse standardne rakete kalibra 122 mm, razvite za ruski sistem BM-21 Grad. Minimalni domet z rušilno-razpršilno bojno glavo je 1600 m, maksimalni pa 20380 m. Rakete se lahko izstreljuje posamično ali v rafalih (40 projektilov v 18 - 22 sekundah). V bojnem kompletu je skupaj 80 raket (dve polnjenji), čas, potreben za ponovno polnjenje lanserja pa je 2 do 3 minute.

## Izpeljanke
- RM-70
- RM-70-85 neoklepljena verzija RM-70 na šasiji kamiona Tatra 815 8x8

## Uporabniki
- Angola
- Češka
- Ekvador
- Finska - RM-70/85s
- Gruzija
- Nemška demokratična republika - Po združitvi Nemčije je bilo nekaj teh sistemov prodanih Grčiji
- Grčija
- Indonezija
- Mjanmar
- Poljska - RM-85 (neoklepljena različica RM-70)
- Ruanda
- Slovaška
- Šrilanka
- Uganda
- Urugvaj
- Venezuela
- Zimbabve

1. ↑  https://www.oryxspioenkop.com/2022/02/attack-on-europe-documenting-ukrainian.html